# Smučanje na vodi
Smučanje na vodi je vodni šport, ki je nastal leta 1928, ko je Ralph Samuelson dobil idejo, da bi združil smušanje na snegu z deskanjem na vodi.

## Ralp Samuelson
Ralp Samuelson je bil sin mehanika na motornih čolnih. Bil je velik ekstremist. Nekega dne je podal zamisel: "če lahko po snegu smučam, zakaj ne bi po vodi?" Prvi poizkus je bil, da se je z dvema kosoma lesa prijel čolna, vendar mu je les zbežal. Drugi poskus je bil s smučmi za sneg, ampak so bile preozke. Tretji poskus je bil uspešen. Z vrvjo se je privezal na čoln in z dvema kosoma lesa dolgimi 240 cm in širokimi 23 cm s koncem zavitim gor je uspel priti iz vode.

## Postopek smučanja
Postopek smučanja je, da smučar ima športni rešilni jopič in par smuči. Smučanje poteka s pomočjo motornega čolna kjer ima uzadaj vrv kjer je nakoncu vrvi plastični trikotnik na eni strani oblečen v blago, da se lahko smučar drži. Ko motorni čoln požene motorje se vrv napne in smučar v klopčiču se povleče ven iz vode s pomočjo nog tako, da se upira vodi. Ko je na površju je pomembno, da drži ravnotežje na smučeh. Kasneje prične z zavoji. Najbolj pomembno je, da ko smučar pade, da izpusti vrv.
Pri tej disciplini si odvisen le od osebne fizične pripravljenosti in motornega čolna oziroma pilota. Začetniki le smučajo v smeri čolna, poznavalci pa delajo že zavoje, skoke in podobne reči. Zunanji dejanvniki kot so valovanje in vetrovi ti le onemogočajo pravilno smuko. Najbolj primerno je v zgodnjih jutranjih urah med 7 in 10uro (Jadransko morje/Koprski zaliv) in v večernih urah med 18 in 20h. Iz smučanja na vodi se je razvilo še deskanje na vodi s pomočjo motornega čolna(wakebord)in deskanje na vodi s pomočjo zajle, ki je v zraku, vendar je štart iz pomola (vodni centri). Smučanje na vodi lahko vzamemo kot rekreacijo vsaj na Slovenskem, drugje po svetu pa obstaja Evropsko in Svetovno prvenstvo v wakebordanju in waterskiingu.

## Oprema
- športni rešilni jopič
- par smuči na katerih je "čevelj" za se obuti, na eni morejo biti dva "čevlja" zaradi smučanja z eno smučko. Velikost noge ni pomembna saj se da naštimati na ročno s pomočjo gumbov.
-vrv dolgo minimalno 9m max 24m s trikotnikom na koncu oblečenim v blago
-priporočljivo vodni smučarski kombinezom, saj tako se izognemo opeklinam pri nerodnem padcu
Iz smučanja na vodi se je razvilo še deskanje na vodi s pomočjo motornega čolna(wakebord)in deskanje na vodi s pomočjo zajle, ki je v zraku, vendar je štart iz pomola(vodni centri). Smučanje na vodi lahko vzamemo kot rekreacijo vsaj na Slovenskem v Sloveniji, drugje po svetu pa obstaja Evropsko in Svetovno prvenstvo v wakebordanju in waterskiingu.
Smučanje na vodi spada med ekstremene športe.